# Yanagisawa Ko
Yanagisawa Ko (sinh ngày 28 tháng 6 năm 1996) là một cầu thủ bóng đá người Nhật Bản.

## Sự nghiệp câu lạc bộ
Yanagisawa Ko hiện đang chơi cho FC Gifu.